# Sukamernah
Sukamernah is een bestuurslaag in het regentschap Tanggamus van de provincie Lampung, Indonesië. Sukamernah telt 2150 inwoners (volkstelling 2010).